# Ҝ
Ҝ, ҝ (К с вертикальным штрихом) — буква расширенной кириллицы, пятнадцатая буква азербайджанского кириллического алфавита. 

## Использование
В азербайджанском кириллическом алфавите, утверждённом в 1939 году, буква обозначает звонкий палатальный взрывной согласный [ɟ]. В латинице 1922—1933 годов букве соответствовала Ƣ, а в латинице 1933—1939 годов — G. При переводе в 1991 году азербайджанского языка на латиницу была заменена по турецкому образцу буквой G (кириллица официально употреблялась до 2001 года, в Дагестане используется до сих пор). В азербайджанском арабском алфавите, используемом в Иране, данной букве соответствует буква гаф (‏گ‏‎), которая является полным соответствием кириллической буквы: она состоит из ک [c/k] и чёрточки сверху, указывающей на звонкость.